# 594
Cette page concerne l'année 594  du calendrier julien. Pour l'année 594 av. J.-C., voir 594 av. J.-C. Pour le nombre 594, voir 594 (nombre).
L'année 594 est une année commune qui commence un vendredi.

## Événements
- Mars : Agilulf lève le siège de Rome après que le pape Grégoire ait signé une trêve moyennant un tribut de 500 livres[1].
- 23 juillet : une éclipse solaire totale est visible à travers l'Eurasie, de l'Irlande à la Chine[2]. Elle est documentée dans les Annales d'Ulster (sous l'année 592) : c'est la première éclipse visible dans les îles Britanniques dont il subsiste un témoignage écrit[3].

- Première campagne dans les Balkans du général byzantin Pierre, frère de l'empereur Maurice[4].
- Soulèvement des Samaritains contre les Byzantins[5].
- Mahomet convoie une caravane en Syrie pour le compte de Khadija, une riche commerçante mecquoise[6].
- Le bouddhisme devient religion officielle de la cour du Japon[7].

## Naissances en 594
- Eustadiole, à Bourges, sainte chrétienne.

## Décès en 594
- 17 novembre : Grégoire de Tours, évêque (historien né en 538). Il est l’auteur d’une Histoire des Francs (Historia Francorum) (ou 593).
- 31 décembre : Marius d'Avenches, écrivain (ou 593).